# Michael Jung
Michael Jung (Bad Soden am Taunus, 31 juli 1982) is een Duitse eventingruiter. Hij werd olympisch kampioen, wereldkampioen en Europees kampioen. Hij nam viermaal deel aan de Olympische Spelen en won bij die gelegenheid vier gouden medailles en één zilveren medaille.

## Biografie
Jung werd geboren in een paardensportfamilie. Zijn vader was viervoudig Duits kampioen. Samen met zijn broer begon hij met paardrijden als hobby. Nadat hij op 8-jarige leeftijd zijn eerste wedstrijd reed kreeg hij de smaak te pakken. Zijn eerste succes behaalde hij in 1999 door Duits juniorenkampioen te worden. In 2006 behaalde hij zijn eerste seniorentitel door individueel Duits kampioen te worden.
Op de Olympische Zomerspelen 2012 in Londen won hij op 29-jarige leeftijd twee gouden medailles, namelijk individueel en met het team op het onderdeel eventing. Zijn scores waren als volgt: dressuur 40,60 strafpunten, crosscountry 0 strafpunten, jumping 0 strafpunten, jumping finale 0 strafpunten en totaal 40,60 strafpunten. Hij behaalde dit resultaat met zijn paard La Biosthetique Sam FBW of kortweg Sam.
In 2016 prolongeerde hij zijn olympische titel individueel wederom op de rug van Sam. Met de Duitse ploeg moest hij genoegen nemen met de zilveren medaille.
In 2020 viel hij buiten de olympische medailles.
Tijdens de Olympische Zomerspelen 2024 gehouden op het terrein van het Kasteel van Versailles won hij op de rug van Chipmunk wederom de gouden medaille individueel. Het deze medaille evenaarde hij de Nederlander Charles Pahud de Mortanges als meeste gelauwerde olympische eventingruiter.

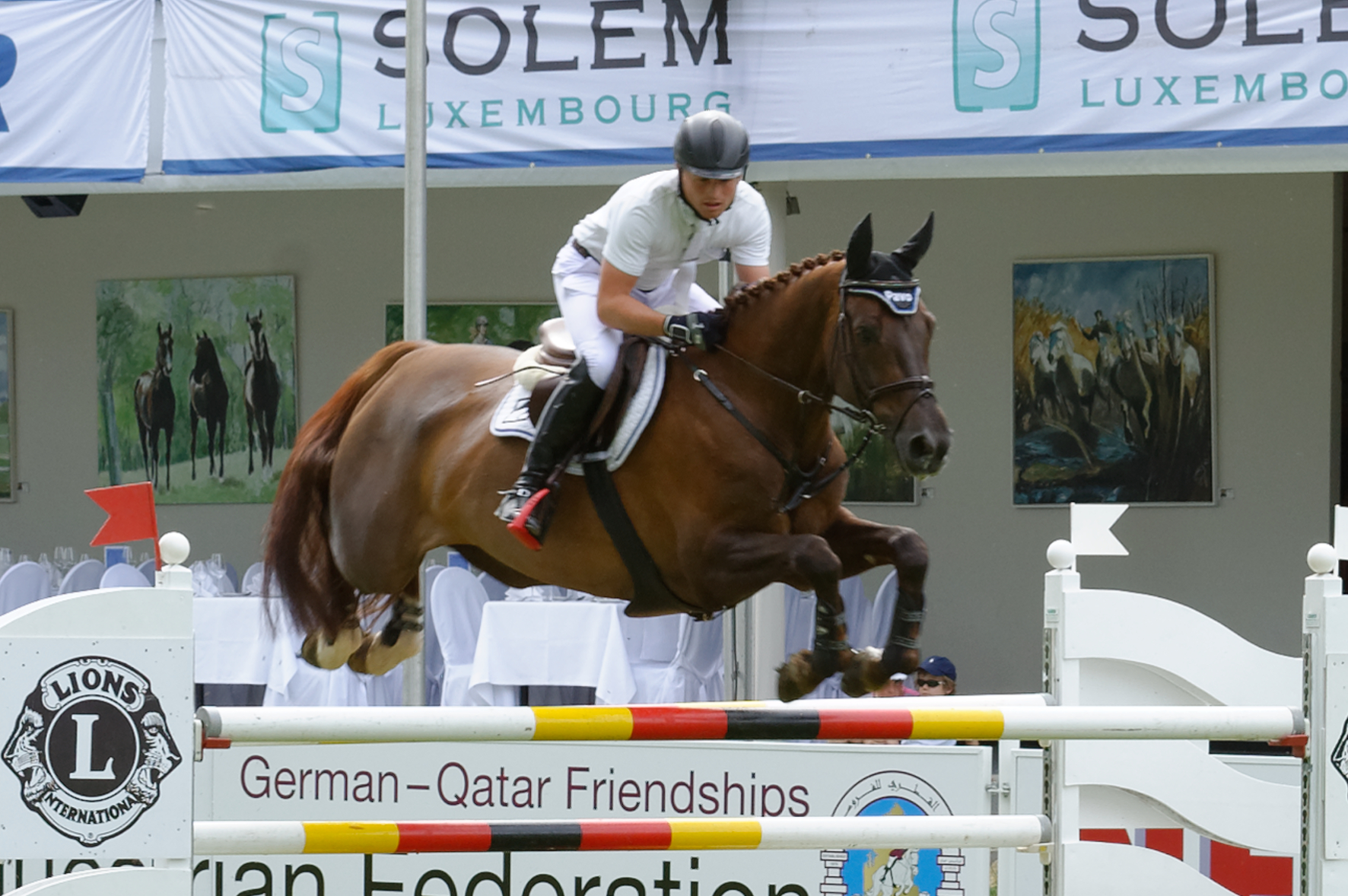
Internationales Pfingstturnier Wiesbaden 2014

## Paarden
- La Biosthetique Sam FBW (ook wel Sam): donkerbruine ruin uit 2000
- Leopin: donkerbruine ruin uit 1999
- River of Joy: zwarte ruin uit 2001
- FischerChipmunk FRH : bruine ruin uit 2008

## Palmares

### Olympische Spelen
- 2012:  individueel
- 2012:  team
- 2016:  individueel
- 2024:  individueel

### Wereldkampioenschappen
- 2010:  individueel
- 2014:  team
- 2014:  individueel

### Europese kampioenschappen
- 2019:  team
- 2015:  individueel + team
- 2013:  individueel + team
- 2011:  individueel + team
- 2009:  individueel
- 2003:  individueel, jonge rijders
- 2001:  team, jonge rijders
- 1999:  team junioren

### Duitse kampioenschappen
- 2012:  individueel
- 2010:  individueel
- 2006:  individueel
- 2003:  individueel, jonge rijders
- 2002:  individueel, jonge rijders
- 2001:  individueel, jonge rijders
- 2000:  individueel, junioren
- 1999:  individueel, junioren

1912: Axel Nordlander ·
1920: Helmer Mörner ·
1924: Dolf van der Voort van Zijp ·
1928: Charles Pahud de Mortanges ·
1932: Charles Pahud de Mortanges ·
1936: Ludwig Stubbendorf ·
1948: Bernard Chevallier ·
1952: Hans von Blixen-Finecke jr. ·
1956: Petrus Kastenman ·
1960: Lawrence Morgan ·
1964: Mauro Checcoli ·
1968: Jean-Jacques Guyon ·
1972: Richard Meade ·
1976: Edmund Coffin ·
1980: Euro Federico Roman ·
1984: Mark Todd ·
1988: Mark Todd ·
1992: Matt Ryan ·
1996: Blyth Tait ·
2000: David O'Connor ·
2004: Leslie Law ·
2008: Hinrich Romeike ·
2012: Michael Jung ·
2016: Michael Jung ·
2020: Julia Krajewski ·
2024: Michael Jung
1912: Nordlander, Adlercreutz, Casparsson,  Horn af Åminne ·
1920: Mörner, Lundström, von Braun,  Dyrsch ·
1924: Van der Voort van Zijp, Pahud de Mortanges, De Kruijff,  Colenbrander ·
1928: Pahud de Mortanges, De Kruijff, Van der Voort van Zijp ·
1932: Thomson, Chamberlin, Argo ·
1936: Stubbendorf, Lippert, von Wangenheim ·
1948: Henry, Anderson, Thomson ·
1952: von Blixen-Finecke, Stahre, Frölén ·
1956: Weldon, Rook, Hill ·
1960: Morgan, Lavis, Roycroft ·
1964: Checcoli, Angioni, Ravano ·
1968: Allhusen, Meade, Jones ·
1972: Meade, Gordon-Watson, Parker, Phillips ·
1976: Coffin, Plumb, Davidson, Tauskey ·
1980: Blinov, Salnikov, Volkov, Rogosjin ·
1984: Plumb, Stives, Fleischmann, Davidson ·
1988: Erhorn, Baumann, Kaspareit, Ehrenbrink ·
1992: Green, Rolton, Hoy, Ryan ·
1996: Schaeffer, Rolton, Hoy, Dutton ·
2000: Dutton, Hoy, Tinney, Ryan ·
2004: Boiteau, Lyard, Courrèges, Teulère, Touzaint ·
2008: Thomsen, Ostholt, Dibowski, Klimke, Romeike ·
2012: Auffarth, Jung, Klimke, Schrade, Thomsen ·
2016: Laghouag, Lemoine, Nicolas, Vallette ·
2020: Collett, McEwen, Townend ·
2024: Canter, Collett, McEwen
- Gemeinsame Normdatei: 1032817135
- Virtual International Authority File: 298937919
- WorldCat: E39PBJvxvK943cT8933bGjtVG3